# Маратон (Гърция)
Вижте пояснителната страница за други значения на Маратон.
Маратон (на гръцки: Μαραθώνας, Маратонас; старогръцки и катаревуса: Μαραθών, Маратон) е град в Гърция, мястото където се е разиграла Маратонската битка през 490 пр.н.е., в която гръцката войска, под командването на стратега Милтиад Младши, побеждава персите, начело с Дарий I. От Маратон до Атина според легендите е бягал Фидипид и оттам е дошла идеята за съвременното маратонско бягане. Когато бегачът стигнал в Атина, казал „Победихме!“ (Νενικήκαμεν) и умрял от умора.
Маратон е гръцката дума за „копър“. Предполага се, че градът е наречен така, защото е имало изобилие от площи с копър наоколо.
Софистът Ирод Атик е роден в Маратон.
През 2004 г. на Летните олимпийски игри в град Маратон е старта в мъжкото и женско маратонско бягане. Населението на града е 7170 жители (според данни от 2011 г.).